# قطن بن نهشل الدارمي
قَطَن بن نَهشَل بن دَارِم الحَنظَلي التَّمِيمِي (توفي نحو 95ق هـ/530م)، سيد من سادات العرب له شرف وذكر، وشاعر جاهلي وجد كبير لجيل من الأبناء والأحفاد الشعراء، وهو من بيوتات العرب المعرقين في الشعر والشرف والفعال.

## نسبه
هو: قطن بن نهشل بن دارم بن مالك بن حنظلة بن مالك بن زيد مناة بن تميم بن مر بن إد بن طابخة بن إلياس بن مضر بن نزار بن معد بن عدنان
أُمُّه هي: لُبنى بنت زيد بن مالك بن حنظلة. وقيل هي: ماويّة بنت منقر من بني ثعلب.
وقال ابن سلام الجمحي:«نهشل بن حري شَاعِر شرِيف مَشْهُور وَأَبوهُ حرى شَاعِر مَذْكُور وجده ضمرة بن ضمرة شرِيف فَارس شَاعِر بعيد الذّكر كَبِير الْأَمر وَأَبَوَاهُ ضَمرَة بن جَابر سيد ضخم الشّرف بعيد الذّكر وَأَبوهُ جَابر لَهُ ذكر وشهرة وَشرف وَأَبوهُ قطن لَهُ شرف وفعال وَذكر فِي الْعَرَب فهم سِتَّة كَمَا ذكرنَا لَا أعلم فِي تَمِيم رهطا يتوالون توالي هَؤُلَاءِ.»

## من شعره
قال قطن في رثاء أخيه جندل بن نهشل: